# Veliki Cerovec
Veliki Cerovec je naselje u slovenskoj Općini Novom Mestu. Veliki Cerovec se nalazi u pokrajini Dolenjskoj i statističkoj regiji Jugoistočnoj Sloveniji. 

## Stanovništvo
Prema popisu stanovništva iz 2002. godine naselje je imalo 153 stanovnika.